# Michela Andreola
Michela Andreola (Sondalo, 3 agosto 1986) è un'ex biatleta italiana.

## Biografia
Originaria di Valfurva, nel 2004 entrò a far parte della nazionale italiana. In Coppa Europa esordì nel 2007 nell'individuale di Obertilliach, chiuso al 47º posto; in Coppa del Mondo esordì nel 2008 nella sprint di Hochfilzen, chiusa al 101º posto.
In ambito internazionale conquistò la medaglia d'argento nella staffetta agli Europei del 2011, disputati in Val Ridanna. Partecipò ai Mondiali juniores del 2005, del 2006 e del 2007, ottenendo come miglior piazzamento il 9º posto nella staffetta del 2007.

## Palmarès

### Europei
- 1 medaglia:
  - 1 argento (staffetta a Val Ridanna 2011)

### Coppa Europa
- Miglior piazzamento in classifica generale: 21ª nel 2008[1]

### Campionati italiani
- 6 medaglie:
  - 1 oro (staffetta a Forni Avoltri 2009)[senza fonte]
  - 3 argenti (sprint, inseguimento a Forni Avoltri 2008; partenza in linea a Forni Avoltri 2009)[1]
  - 2 bronzi (sprint a Brusson 2006; inseguimento a Valdidentro 2010)[1]

### Campionati italiani juniores
- 5 medaglie[1]:
  - 4 ori (sprint, inseguimento, individuale, partenza in linea nel 2007)
  - 1 argento (partenza in linea nel 2006)

### Campionati italiani giovanili
- 2 medaglie[1]:
  - 2 argenti (inseguimento, sprint nel 2005)